# Konstanty Mikiewicz
Konstanty Mikiewicz (ur. 5 sierpnia 1911 w Warszawie, zm. 9 lutego 1935 w Zambrowie) – polski poeta, prozaik.
Był synem rysownika Tadeusza Konstantego i nauczycielki Jadwigi oraz bratem autorki książek dla dzieci Krystyny Artyniewicz. Studiował na Wydziale Dziennikarstwa Uniwersytetu Warszawskiego lub – według innych źródeł – na Akademii Sztuk Pięknych. Choć zaczął pisać już w dzieciństwie, jako poeta debiutował w 1934 tomem Profile wydanym wspólnie z Romanem Ostem i Stanisławem Mioduszewskim. Pod koniec 1934 został powołany do służby wojskowej, którą odbywał w Wyższej Szkole Podchorążych w Zambrowie. Atmosfera w jednostce i konflikty z przełożonymi doprowadziły go do samobójstwa. Wiersze Mikiewicza drukowały m.in. „Pion”, „Skamander” i „Wiadomości Literackie”. Po jego śmierci, spuścizną literacką zajął się Józef Czechowicz.

## Twórczość
- Profile, Warszawa 1934.
- Poezje, oprac. i posłowie Józef Czechowicz, Warszawa 1937.
- Poezje wybrane, wstęp Mieczysław Lurczyński, Hanower 1946.[3]
- Wiersze zebrane, oprac. i wstęp Michał Stefański, Warszawa 2016.